# Caenis pycnacantha
Caenis pycnacantha is een haft uit de familie Caenidae. De wetenschappelijke naam van de soort is voor het eerst geldig gepubliceerd in 2010 door Jia, Qin, Ju & Zhou.
De soort komt voor in het Oriëntaals gebied.